# Tolmera exuberans
Tolmera exuberans är en fjärilsart som beskrevs av Louis Beethoven Prout 1916. Tolmera exuberans ingår i släktet Tolmera och familjen mätare. Inga underarter finns listade i Catalogue of Life.